# Nick Mulder
Nick Mulder (Amersfoort, 19 oktober 1988) is een voormalig Nederlands profvoetballer die uitkwam voor AGOVV Apeldoorn.
In zijn jeugd speelde Mulder voor Roda '46. Daarvoor speelde hij ook met het eerste team in de 1e klasse A. Daarna volgde een transfer naar het Veenendaalse DOVO.
In januari 2010 moest hij zijn spelersloopbaan vanwege blessures beëindigen.

## Clubstatistieken
| Seizoen        | Club            | Land      | Competitie     | Duels | Goals |
| -------------- | --------------- | --------- | -------------- | ----- | ----- |
| 2007/08        | AGOVV Apeldoorn | Nederland | Eerste divisie | 27    | 0     |
| 2008/09        | AGOVV Apeldoorn | Nederland | Eerste divisie | 12    | 0     |
| 2009/10        | AGOVV Apeldoorn | Nederland | Eerste divisie | 4     | 1     |
| Totaal         | Totaal          | Totaal    | Totaal         | 43    | 1     |
| Bijgewerkt tot | 16 maart 2010   |           |                |       |       |